# Raymond Oliver
Raymond Oliver (* 27. März 1909 in Langon; † 5. November 1990 in Paris) war ein französischer Koch und Kochbuchautor.
Oliver lernte sein Handwerk in Langon (Gascogne) bei seinem Vater, einem Hotelier. Bis in die Zeit nach dem Zweiten Weltkrieg arbeitete er in verschiedenen französischen Restaurants, unter anderem in L’Alpe d’Huez.
Ab 1948 leitete er das Restaurant Le Grand Véfour im Palais Royal in Paris. Louis Vaudable, Besitzer des Maxim’s, hatte dieses traditionsreiche, aber seit 1905 geschlossene Haus nach dem Krieg gekauft und nach Renovierung an Oliver übertragen. Es wurde zu einem der bekanntesten Pariser Restaurants der 1950er und 1960er Jahre und beliebter Treffpunkt von Politikern, Industriellen, Stars und Künstlern, darunter Colette und Jean Cocteau, die im Palais Royal wohnten. 1953 erkochte sich Raymond Oliver drei Michelin-Sterne und behielt sie bis 1980.
1953 debütierte Oliver als erster französischer Fernsehkoch zusammen mit Catherine Langeais in der Sendung Art et magie de la cuisine, die jahrelang sehr erfolgreich war. 1956 gründete er mit anderen Pariser Köchen die Restaurantvereinigung Traditions & Qualité - Les Grandes Tables du Monde. Im Jahre 1976 war er Juror in der Weinjury von Paris. 
Im Dezember 1983 wurde auf das Grand Véfour ein Attentat verübt, bei dem 12 Menschen verletzt wurden. 1984 verkaufte Oliver das Restaurant an die Taittinger-Gruppe und ging in den Ruhestand.
Oliver schrieb ungefähr 30 Kochbücher. Er war Sammler von gastronomischen Büchern und besaß mehr als 3.000 zum Teil sehr wertvolle Bände, die heute unter dem Exlibris-Namen Rouvier de Vaulgran bekannt sind.
Sein Sohn Michel Oliver wurde ebenfalls Fernsehkoch und Kochbuchautor. Raymond Olivers Grab befindet sich auf dem Pariser Friedhof Père-Lachaise.

## Bibliographie (Auswahl)
- La cuisine, sa technique, ses secrets, Bordas, Paris 1965

Deutsche Ausgaben:
- Frankreich tafelt, Prestel, München 1969
- Das große französische Kochbuch, Moderne Verlagsgesellschaft, München 1971